# Summer in Transylvania
Summer in Transylvania è una serie televisiva prodotta da Nickelodeon e andata in onda nel Regno Unito tra il 2010 e il 2012. Il programma originariamente avrebbe dovuto essere chiamato Freaky Farleys. La serie è arrivata in Italia su Nickelodeon l'11 giugno 2011 e si è conclusa il 30 giugno seguente; è stata poi replicata sui canali free Rai 2 e Rai Gulp da ottobre.
I diritti di Summer in Transylvania sono stati venduti anche a Germania, Benelux, Spagna, Portogallo e nei Paesi Nordici.

## Trama
L'adolescente Summer Farley, trasferitasi in Transilvania con il padre Mike e il fratello minore Jake, comincia a frequentare la Stoker High, una scuola superiore piena di zombie, licantropi, vampiri, mummie e altri tipi di mostri. Summer diventerà particolarmente amica della zombie Heidi e del licantropo Bobby.

## Personaggi
- Summer Farley, interpretata da Sophie Stuckey, doppiata da Joy Saltarelli.
Dolce, intelligente e romantica, ha 15 anni e si trasferisce in Transylvania a causa del nuovo lavoro del padre. Lei e il fratello sono gli unici umani che frequentano la Stoker High. Appena trasferita, non si rende conto di essere circondata da mostri, ma, quando se ne accorge, vuole andarsene perché ha paura; tuttavia, grazie a Heidi e Bobby, che diventano i suoi migliori amici, decide di restare. Bobby ha una cotta per lei e, quando le si dichiara, Summer ne rimane stupita: decidono, di comune accordo, di restare soltanto amici perché la ragazza non prova la stessa cosa.
- Heidi, interpretata da Amy Wren, doppiata da Veronica Puccio.
La migliore amica di Summer, è gentile, ma spesso scettica e sarcastica. Non ha paura di dire quello che pensa ed è uno zombie. Veste sempre in modo stravagante e con colori fluorescenti. È una grande fan del gruppo musicale Ronnie e i Mutanti Sfacciati. Si diverte a organizzare appuntamenti a Summer.
- Bobby, interpretato da Kane Ricca, doppiato da Gabriele Patriarca.
Dolce e divertente, è un licantropo. Il miglior amico di Summer, ha una cotta per lei e non gli piace vederla con altri ragazzi. In occasione del musical della scuola, si dichiara a Summer, ma, visto che lei non prova la stessa cosa, decidono di restare amici.
- Serena, interpretata da Charlotte Jordan, doppiata da Eva Padoan.
Bella, misteriosa, pettegola e vendicativa, è una vampira che odia Summer. È gelosa che le ragazze girino intorno al suo fidanzato Rolf. Reginetta del locale Stake Out, è la presidentessa del Comitato Sociale e una parente di Vlad l'Impalatore.
- Rolf, interpretato da Dan Black.
È il fidanzato licantropo di Serena. Il capitano della squadra di basket della scuola, è un bravo attore.
- Jake Farley, interpretato da Eros Vlahos, doppiato da Mattia Nissolino.
Il fratello minore di Summer, è molto amico di Bolt. È l'unico, appena trasferitisi in Transylvania, a credere che ci sia qualcosa di strano nelle persone. Ha una cotta per Serena.
- Mike Farley, interpretato da Richard Lumsden, doppiato da Oreste Baldini.
Il padre di Summer, è un inventore eccentrico e viene assunto come assistente di Leo nelle sue ricerche.
- Magda, interpretata da Phillipa Peak.
La governante dei Farley, ha una cotta per il padre di Summer. A causa di una rivalità con la sorella Helga, le fa credere di essere sposata con Mike. Ha un nipote, Bug.
- Leo Frankenstein, doppiato in originale da Allan Corduner, in italiano da Ambrogio Colombo.
Il datore di lavoro di Mike, è un cervello e vive in un recipiente pieno di liquido cerebrale che si muove su rotelle. È il capo dell'istituto Frankenstein e sta svolgendo delle ricerche per effettuare i viaggi nel tempo.
- Bolt, interpretato da Lee Simmonds, doppiato da Jacopo Bonanni.
Un mostro di Frankenstein, è il migliore amico di Jake. Anche lui ha una cotta per Serena.
- Dottor Tempest, interpretato da Andrew Harrison, doppiato da Saverio Indrio.
Un vampiro, è il preside della Stoker High e insegna Inglese. Si occupa anche delle rappresentazioni teatrali della scuola e ama dare punizioni. Ha un segugio di legno, Zoltan, e un peluche, Mister Orsacchiotto, con cui parla ogni sera prima di andare a letto.
- Signorina Kubilibilik, interpretata da Matilda Ziegler, doppiata da Antonella Baldini.
È l'insegnante di scienze alla Stoker High ed è una scienziata. È emotivamente instabile e molto gelosa.

## Episodi
| Stagione       | Puntate | Prima TV originale | Prima TV originale | Prima TV Italia | Prima TV Italia |
| Stagione       | Puntate | Inizio             | Fine               | Inizio          | Fine            |
| -------------- | ------- | ------------------ | ------------------ | --------------- | --------------- |
| Prima stagione | 20      | 25 ottobre 2010    | 19 luglio 2012     | 11 giugno 2011  | 30 giugno 2011  |